# Scottish Open 1977
Die Scottish Open 1977 im Badminton fanden vom 14. bis zum 15. Januar 1977 in Edinburgh statt.

## Titelträger
| Disziplin    | Sieger                           |
| ------------ | -------------------------------- |
| Herreneinzel | Rob Ridder                       |
| Dameneinzel  | Marjan Ridder                    |
| Herrendoppel | Rob Ridder Piet Ridder           |
| Damendoppel  | Marjan Ridder Hanke de Kort      |
| Mixed        | Billy Gilliland Joanna Flockhart |

## Finalresultate
| Disziplin    | Sieger                           | Finalist                           | Ergebnis           |
| ------------ | -------------------------------- | ---------------------------------- | ------------------ |
| Herreneinzel | Rob Ridder                       | Piet Ridder                        | 15–11, 15–5        |
| Dameneinzel  | Marjan Ridder                    | Joy Reid                           | 11–5, 11–5         |
| Herrendoppel | Rob Ridder Piet Ridder           | Billy Gilliland Fraser Gow         | 9–15, 15–10, 18–17 |
| Damendoppel  | Marjan Ridder Hanke de Kort      | Joanna Flockhart Christine Stewart | 15–9, 15–18, 15–11 |
| Mixed        | Billy Gilliland Joanna Flockhart | Gordon Hamilton Anne Johnstone     | 15–5, 15–6         |